# Linea U1 (metropolitana di Monaco di Baviera)
La Linea U1 è una linea del sistema di trasporto metropolitano di Monaco di Baviera.

## Storia

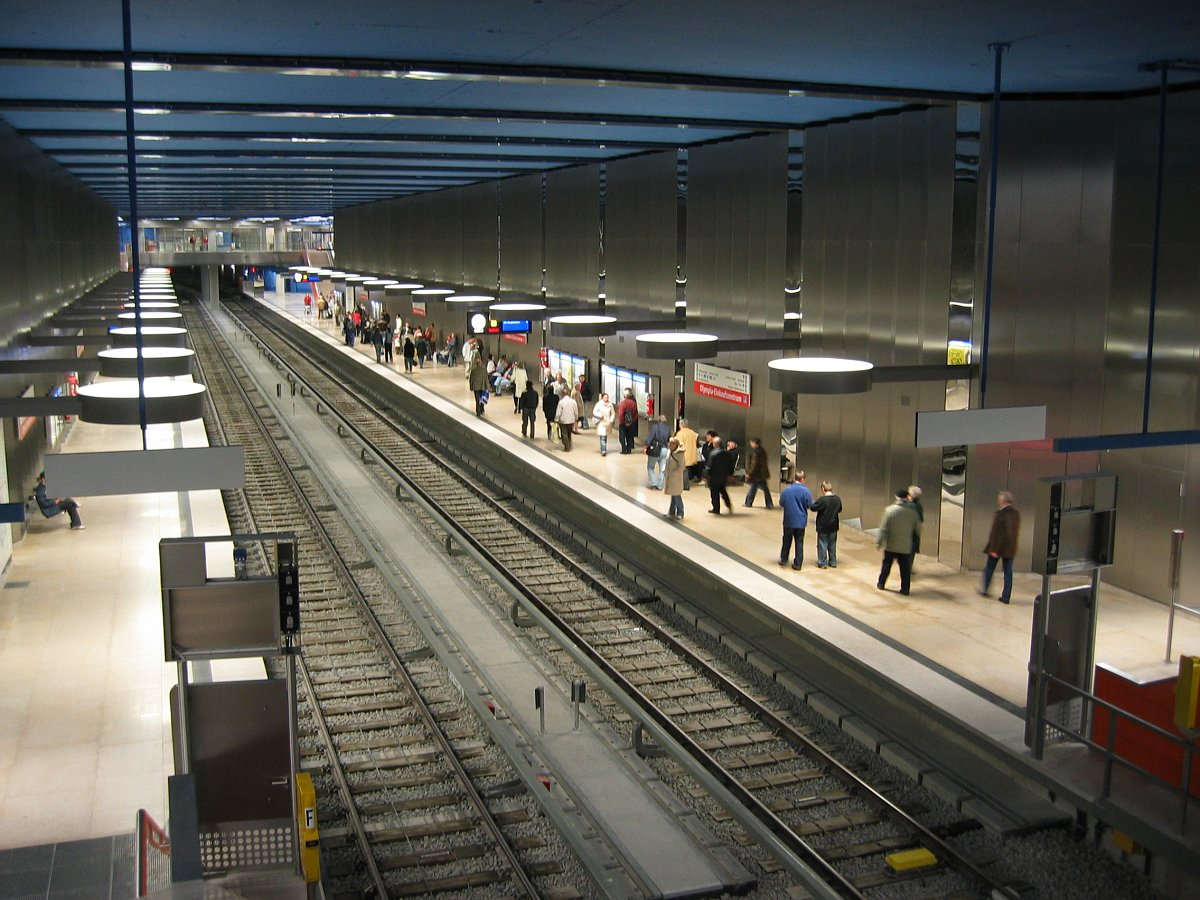
Olympia-Einkaufszentrum

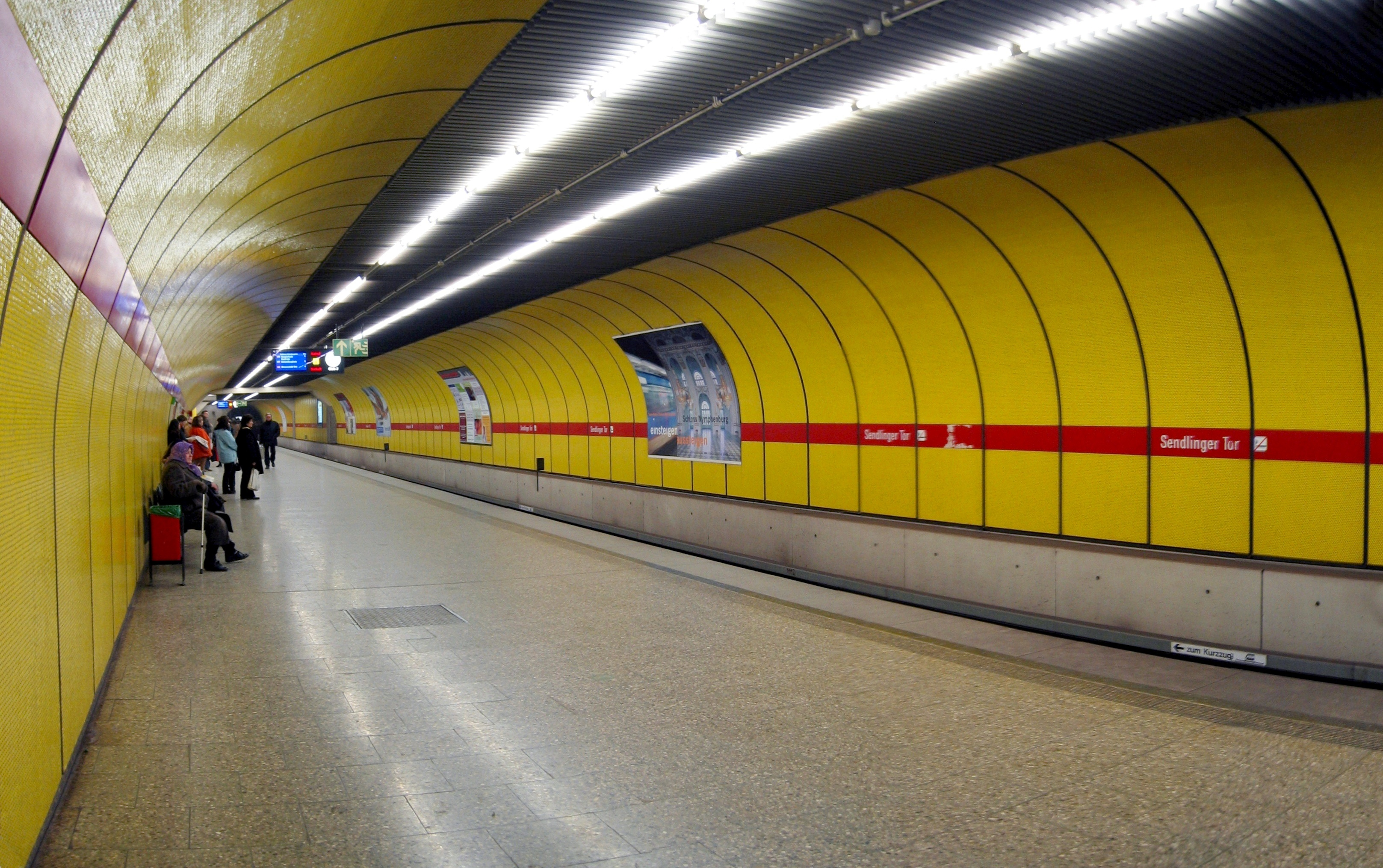
Binari per le linee U1/U2 di Sendlinger Tor

Nel 1980 l'U1 ha iniziato ad operare nella città al contempo dell'U8 (ora U2). All'inizio circolava solo su una sezione del tracciato della linea U2. Quando fu aperto il lotto di Rotkreuzplatz, divenne una linea separata. La linea è contrassegnata sulla carta con il colore verde.

## Percorso
Ad oggi l'U1 conta 12,2 km e 15 stazioni. Il suo capolinea è la stazione Olympia-Einkaufszentrum sitauata nel distretto di Moosach. Anche l'U3 è stata estesa alla stessa stazione (ma a un livello diverso) nel 2007. A sud, segue la Hanauer Straße fino a Georg-Brauchle-Ring, progettata da Franz Ackermann, raggiungendo Westfriedhof. La metropolitana continua per il tracciato di via Gern fino a Rotkreuzplatz, che fu il suo terminal dal 1983 al 1998. Sotto la Nymphenburger Straße prosegue fino a Maillingerstraße e Stiglmaierplatz e infine si unisce al tracciato della U2 alla stazione di München Hauptbahnhof.
Nella parte più trafficata della città, le U1 e le U2 partono ogni 5 minuti, viaggiando quindi 5 minuti di intervalli anche oltre le ore di punta. Alla stazione centrale incontra anche le linee di S-Bahn e le linee U4 e U5. Alla stazione successiva di Sendlinger Tor ha il binario sotto quelli delle linee U3 e U6. In quella stazione le piattaforme delle linee U1 e U2 si trovano separate tra loro e collegate da un tunnel pedonale.
Anche Fraunhoferstraße, la stazione successiva, è raggiunta in tunnel separati. Tuttavia, i due binari sono collegati dalla piattaforma, che, per essere costruita, necessitava di grandi pilastri, poi diventati caratteristici per questa stazione. La stazione successiva, Columbusplatz, è una stazione-incrocio con tre binari. Qui l'U1 si allontana di nuovo dall'U2.
Il gruppo di stazioni a sud è stato aperto nel 1997 e attraversa la colorata stazione di Candidplatz, raggiungendo infine Wettersteinplatz. La stazione successiva, St.-Quirin-Platz, è coperta da una grande struttura simile a una conchiglia fatta di vetro e acciaio, che è tracciata quasi fino al livello dei binari da un lato. L'U1 termina a Mangfallplatz sotto la Naupliastraße.